# Håkan Sörman
Håkan Sörman, född 17 februari 1952 i Stockholm, är en svensk ämbetsman.
Håkan Sörman har varit verksam som organisationskonsult, arbetat inom oljebranschen och i bankväsendet. De senaste 30 åren har han arbetet inom kommunsektorn, bland annat som stadsdirektör i Södertälje kommun och kommundirektör i Täby kommun. Åren 2004–2016 arbetade Sörman som vd på Sveriges Kommuner och Landsting (SKL). Han tillträdde i oktober 2016 som landshövding i Jönköpings län med ett förordnande fram till januari 2019, men lämnade efter ett år ämbetet med hänvisning till familjeskäl.